# ロベルト・サムエル・ロハス・チャベス
ロベルト・サムエル・ロハス・チャベス（スペイン語: Robert Samuel Rojas Chávez、1996年4月30日 - ）は、パラグアイのサッカー選手。パラグアイ代表。ポジションはDF。

## クラブ歴
クラブ・グアラニーの下部組織出身で2017年にトップチームに昇格。3月にフリオ・セサル・カセレスがドーピングで出場停止処分を受けたため、出場機会が回ってきた。ユースからこの頃までは右サイドバックであったが、2018年にセンターバックにコンバートされた。そのため、センターバックとしては快速である。
2019年1月にCAリーベル・プレートに完全移籍。

## 代表歴
2019年3月2日、ペルー代表、メキシコ代表との親善試合に臨むパラグアイ代表に招集された。しかし、ここでは出場が無かった。同年9月5日に行われた日本代表との親善試合で代表初出場。同月10日のヨルダン代表との親善試合で代表初得点を挙げた。